# Vale do Anari
Vale do Anari este un oraș în Rondônia (RO), Brazilia.